# Pietro Giannelli
Pietro Giannelli (ur. 11 sierpnia 1807 w Terni, zm. 5 listopada 1881 w Rzymie), włoski duchowny katolicki, dyplomata watykański, wysoki urzędnik Kurii Rzymskiej, kardynał.

## Życiorys
Pochodził z rodziny szlacheckiej, był synem Pietro i Olimpii z domu Petroni. Po nauce w kolegium w Terni podjął studia filozoficzne, teologiczne i prawnicze na Uniwersytecie La Sapienza w Rzymie, które ukończył w czerwcu 1831 z dyplomem doktora obojga praw. W tym samym roku przyjął święcenia kapłańskie. Podjął pracę w Kurii Rzymskiej; otrzymał tytuł papieskiego prałata domowego. Od 1851 pozostawał w służbie dyplomatycznej Watykanu, początkowo jako audytor w nuncjaturze w Neapolu, następnie w nuncjaturze we Francji. Od grudnia 1852 był także audytorem przy Trybunale Roty Rzymskiej.
W marcu 1858 został mianowany nuncjuszem w Neapolu, miesiąc później otrzymał także nominację na arcybiskupa tytularnego Sardes; sakrę biskupią odebrał w Rzymie 6 czerwca 1858 z rąk kardynała Constantino Patriziego. Misję nuncjusza pełnił w skomplikowanych, wojennych czasach, częściowo poza Neapolem (dwór ewakuował się do Gaety pod naciskiem wojsk Garibaldiego). Jesienią 1861 Giannelli powrócił do Rzymu i został prosekretarzem Kongregacji Soboru Trydenckiego (w latach 1868–1875 był jej sekretarzem). Pełnił również funkcję sekretarza Komisji Przygotowawczej Soboru Watykańskiego I (1864-1869).
W marcu 1875 Pius IX wyniósł go do godności kardynalskiej, nadając tytuł prezbitera S. Agnese fuori le Mura. Od czerwca 1877 Giannelli kierował Najwyższą Radą Spraw Publicznych. Brał udział w konklawe 1878 po śmierci Piusa IX, a nowy papież Leon XIII mianował go sekretarzem ds. memoriałów.
Zmarł w listopadzie 1881, został pochowany na rzymskim cmentarzu Campo Verano.